# Viva Hate
Viva Hate is het debuutalbum van de Britse zanger Morrissey uit 1988. Op dit album maakte Morrissey gebruik van zijn traditionele lyrische stijl en hij wist daarbij het geluid van The Smiths ten tijde van hun laatste album te behouden. Het album bereikte de nummer 1-positie in de UK albums chart en werd door het muziekblad Q opgenomen in de lijst van de 50 beste albums van 1988.
De productie van het album was in handen van producer Stephen Street en gitarist Vini Reilly was verantwoordelijk voor de meeste arrangementen. Reilly's kenmerkende stijl is duidelijk op het hele album, met name in nummers als "Late Night, Maudlin Street" en "Bengali In Platforms". Viva Hate is een van de bekendste platen van Morrissey en werd gecertificeerd goud door de RIAA.

## Nummers
1. "Alsatian Cousin"
2. "Little Man, What Now?"
3. "Everyday Is Like Sunday"
4. "Bengali In Platforms"
5. "Angel, Angel, Down We Go Together"
6. "Late Night, Maudlin Street"
7. "Suedehead"
8. "Break Up The Family"
9. "The Ordinary Boys"
10. "I Don't Mind If You Forget Me"
11. "Dial-A-Cliché"
12. "Margaret On The Guillotine"